# 国道304号

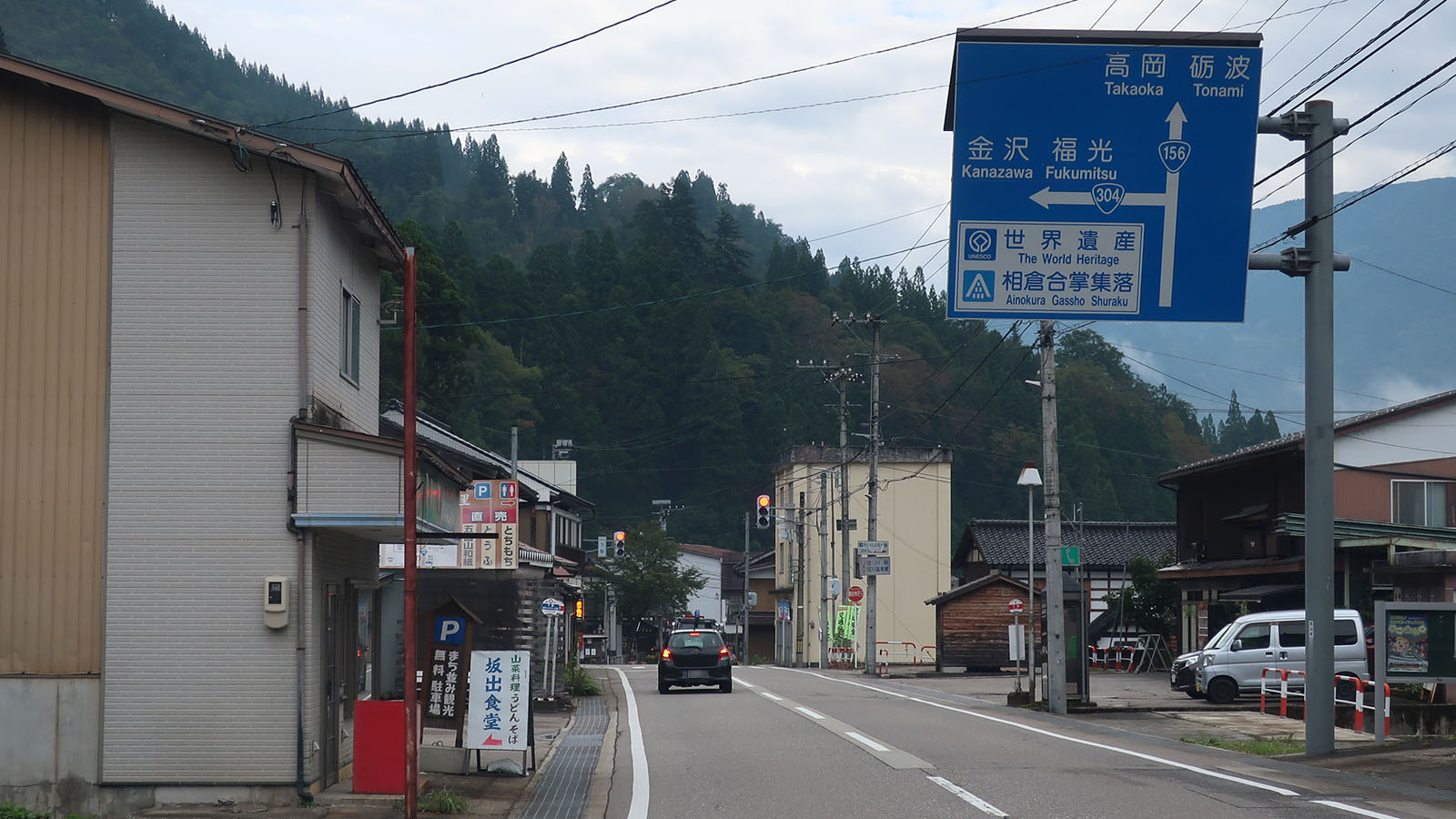
国道304号 終点
富山県南砺市 下梨交差点

国道304号（こくどう304ごう）は、石川県金沢市から富山県南砺市に至る一般国道である。

## 概要

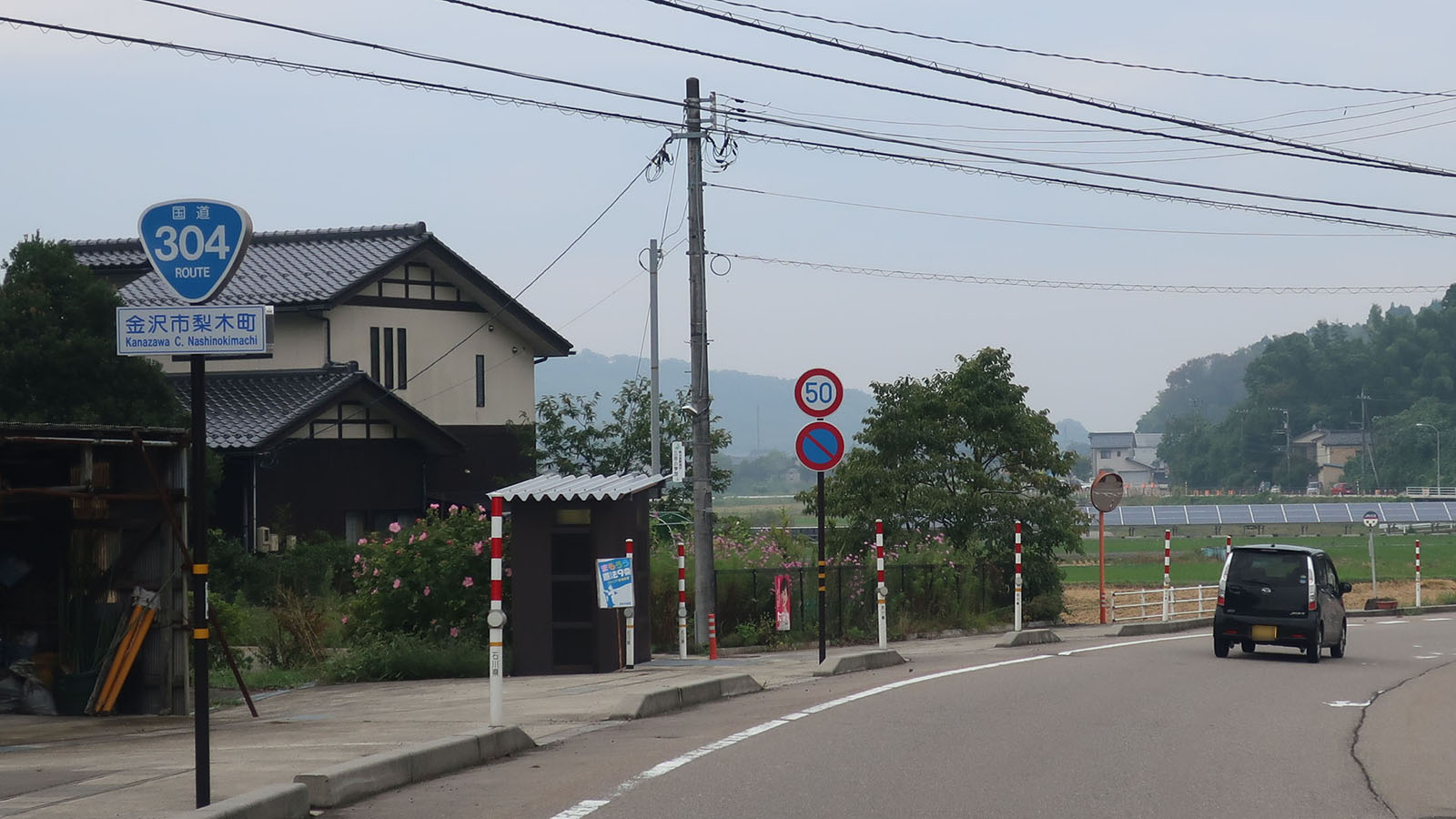
石川県金沢市梨木町
（2019年9月撮影）

金沢市を起点として、富山県南砺市福光、同市城端（じょうはな）を経て、同市下梨の国道156号（飛騨峡合掌ライン）交点を終点とする延長約50 kmの一般国道の路線で、金沢と五箇山とを結ぶ。起点のある金沢市内で、北陸自動車道の金沢森本インターチェンジ (IC) と連絡し、南砺市内で東海北陸自動車道の福光ICと接続する。南砺市大鋸屋（おがや） - 終点・下梨間の五箇山トンネルがある12.9 km区間は、旧建設省と「道の日」実行委員会により制定された、日本の道100選のひとつである。通称として、路線番号から「サンマルヨン（号線）」などと呼ばれる。

### 路線データ
一般国道の路線を指定する政令に基づく起終点および重要な経過地は次のとおり。
- 起点：金沢市（武蔵交差点 = 国道157号・国道305号起点、国道159号・国道249号・国道359号終点）[要検証 – ノート]
- 終点：富山県東礪波郡平村[注釈 2]（下梨交差点 = 国道156号交点）
- 重要な経過地 -  富山県東礪波郡城端町[注釈 2]
- 総延長 : 51.7 km（富山県 32.2 km、石川県 19.4 km）重用延長を含む。[3][注釈 3]
- 重用延長 : 9.1 km（富山県 - km、石川県 9.1 km）[3][注釈 3]
- 未供用延長 : なし
- 実延長 : 42.6 km（富山県 32.2 km、石川県 10.3 km）[3][注釈 3]
  - 現道 : 40.0 km（富山県 30.7 km、石川県 9.4 km）[3][注釈 3]
  - 旧道 : 2.4 km（富山県 1.5 km、石川県 1.0 km）[3][注釈 3]
  - 新道 : 0.1 km（富山県 0.1 km、石川県 - km）[3][注釈 3]
- 指定区間：なし[4]

## 歴史
金沢と五箇山地方を結ぶ道は、古くは藩政時代から生活物資を運んだ旧五箇山街道で知られる。豪雪地帯で冬季は雪崩にもしばしば襲われることもある急峻な地形にある狭い道路は、地元住人の熱意もあって1970年（昭和45年）に一般国道に指定され、整備がすすめられた。特に、東砺波郡城端町（現・南砺市城端）から同郡平村下梨（現・南砺市下梨）の区間は、「人喰谷」や細尾峠などの険しい山間地を通り、冬季は交通の途絶する豪雪地帯であったことから、1979年（昭和54年）に五箇山トンネルが着工され、1984年（昭和59年）に開通した。このことにより、同区間の通行経路が約12 km短縮され、冬季通行が確保された。

### 年表
- 1954年（昭和29年）1月29日 - 県道森本停車場福光線・県道福光城端線を統合し、石川県金沢市 - 富山県東礪波郡城端町（現：南砺市）間を主要地方道金沢城端線（県道13号）に指定。
- 1965年（昭和40年）11月22日 - 東礪波郡城端町 - 東礪波郡平村間を県道城端平線（県道26号）に指定。
- 1966年（昭和41年）10月1日 - 金沢 - 平間の国道昇格を目指し、金沢平線国道昇格期成同盟会結成[5]。
- 1970年（昭和45年）4月1日 - 金沢城端線と城端平線を統合し、一般国道304号（石川県金沢市 -  富山県東礪波郡平村）として指定施行[6][7]。
- 1973年（昭和48年） - 城端 - 平間のアスファルト舗装が完成[8]。
- 1974年（昭和49年）5月28日 - 梨谷トンネルが開通[9]。
- 1978年（昭和53年）8月16日 - 城端橋と大鋸屋バイパスが完成[8]。
- 1984年（昭和59年）3月10日 - 五箇山トンネルが開通[1]。
- 1987年（昭和62年）8月10日 - 日本の道100選に選定される[10]。
- 1988年（昭和63年）4月15日 - 新蔵原トンネル竣工[11]。
- 1997年（平成9年）4月21日 - 西礪波郡福光町（現、南砺市）砂子谷 - 中ノ江間の道路改良工事が完成[12]。
- 2004年（平成16年）3月21日 - 東礪波郡城端町（現・南砺市）の出丸 - 大工町間（800 m）の道路改築事業（幅員を17 mに拡幅）が竣工[13][14]。
- 2005年（平成17年）12月10日 - 石川・富山県境部分の東原バイパス、高窪バイパスの供用開始。
- 2008年（平成20年）4月1日 - 国道8号津幡北バイパス開通に伴う路線指定変更により、橋場交差点 - 兼六園下交差点 - 田井町交差点 - 鈴見交差点 - 金沢森本IC口交差点は国道159号ルートに変更。
- 2022年（令和4年）11月13日 - 荒木高宮バイパス (1.7 km) が開通する[15]。
- 2023年（令和5年）11月11日 - 清水谷バイパス（1.5 km）が開通する。これをもって石川県側の改良がすべて完了する[16]。

## 路線状況

### バイパス・改良事業など

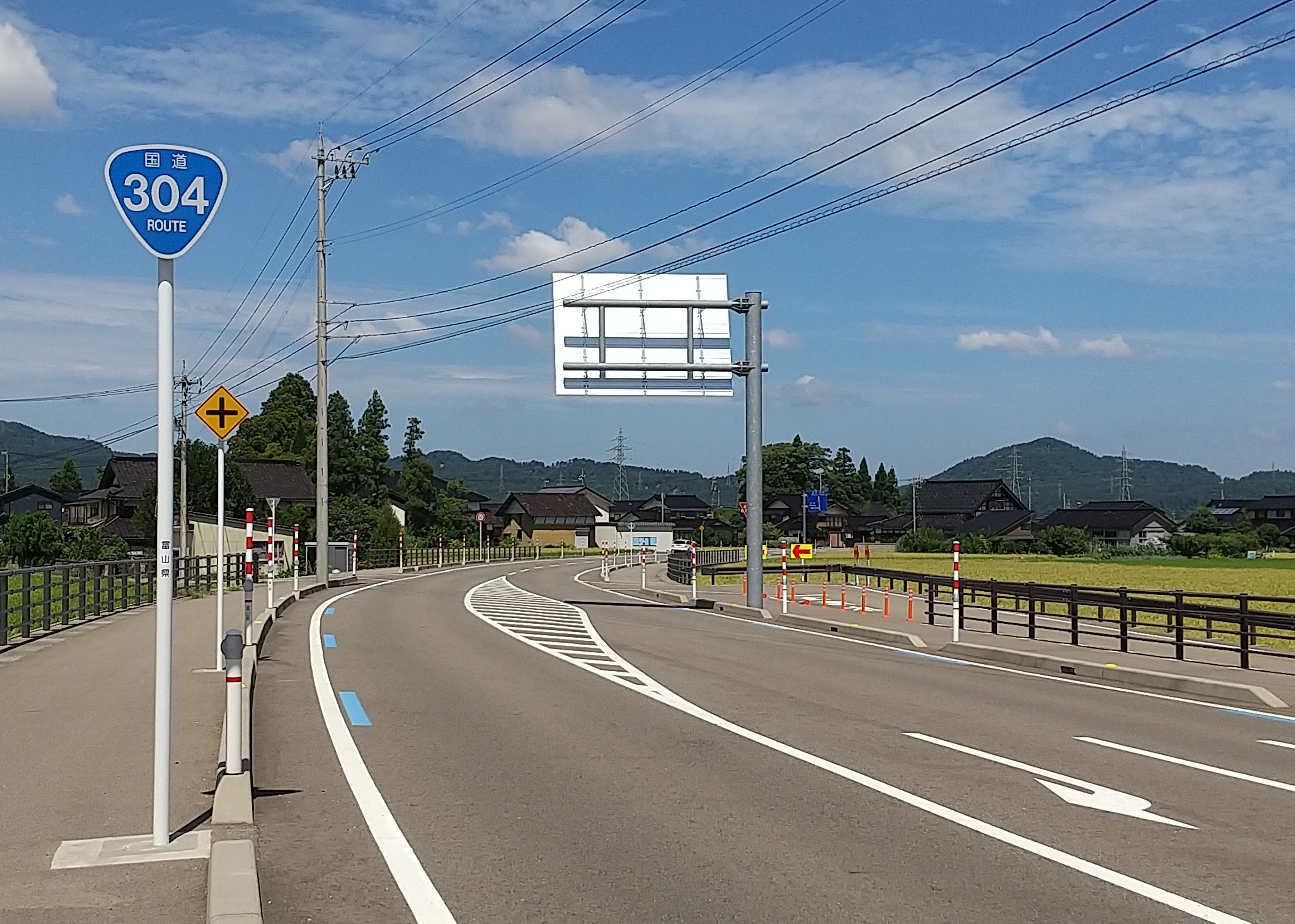
荒木高宮バイパス。南砺スーパー農道と交差する高宮東交差点付近で。

- 月浦バイパス（石川県金沢市堅田町 - 同県金沢市不動寺町、延長1.7 km）
- 不動寺バイパス（石川県金沢市不動寺町地内、延長0.7 km）
- 梨木道路（石川県金沢市）
- 清水谷バイパス（石川県金沢市古屋谷町 - 同県金沢市清水谷町、延長1.5 km）
- 東原バイパス（石川県金沢市東原町地内、延長1.2 km）
- 高窪バイパス（富山県南砺市高窪地内、延長0.9 km）
- 荒木高宮バイパス（富山県南砺市荒木 - 同県南砺市吉江野、延長1.7 km）[17]
- 城端拡幅（南砺市城端地内、延長1.3 km）

### 重複区間
- 国道159号（石川県金沢市・武蔵交差点 - 金沢森本IC口交差点）
- 国道359号（石川県金沢市・金沢森本IC口交差点 - 宮野町交差点）

### 道路施設

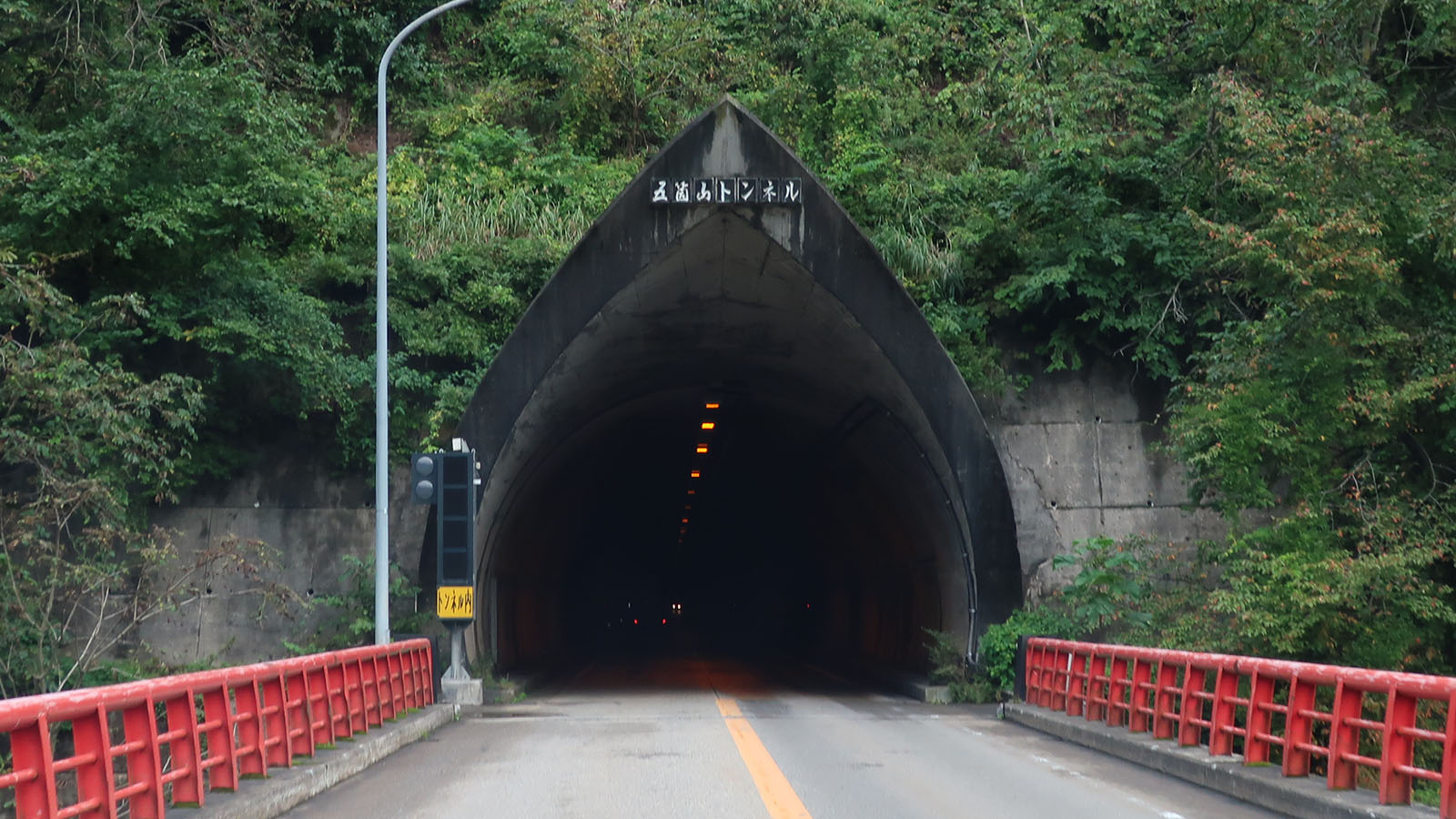
五箇山トンネル (富山県南砺市)

#### 橋梁
- 富山県
  - 福光橋（南砺市）
  - 梨谷大橋（南砺市）

#### トンネル
- 富山県
  - 新蔵原トンネル（南砺市）
  - 五箇山トンネル（南砺市）
  - 梨谷トンネル（南砺市）

#### 道の駅
- 富山県
  - 福光（南砺市）

## 地理

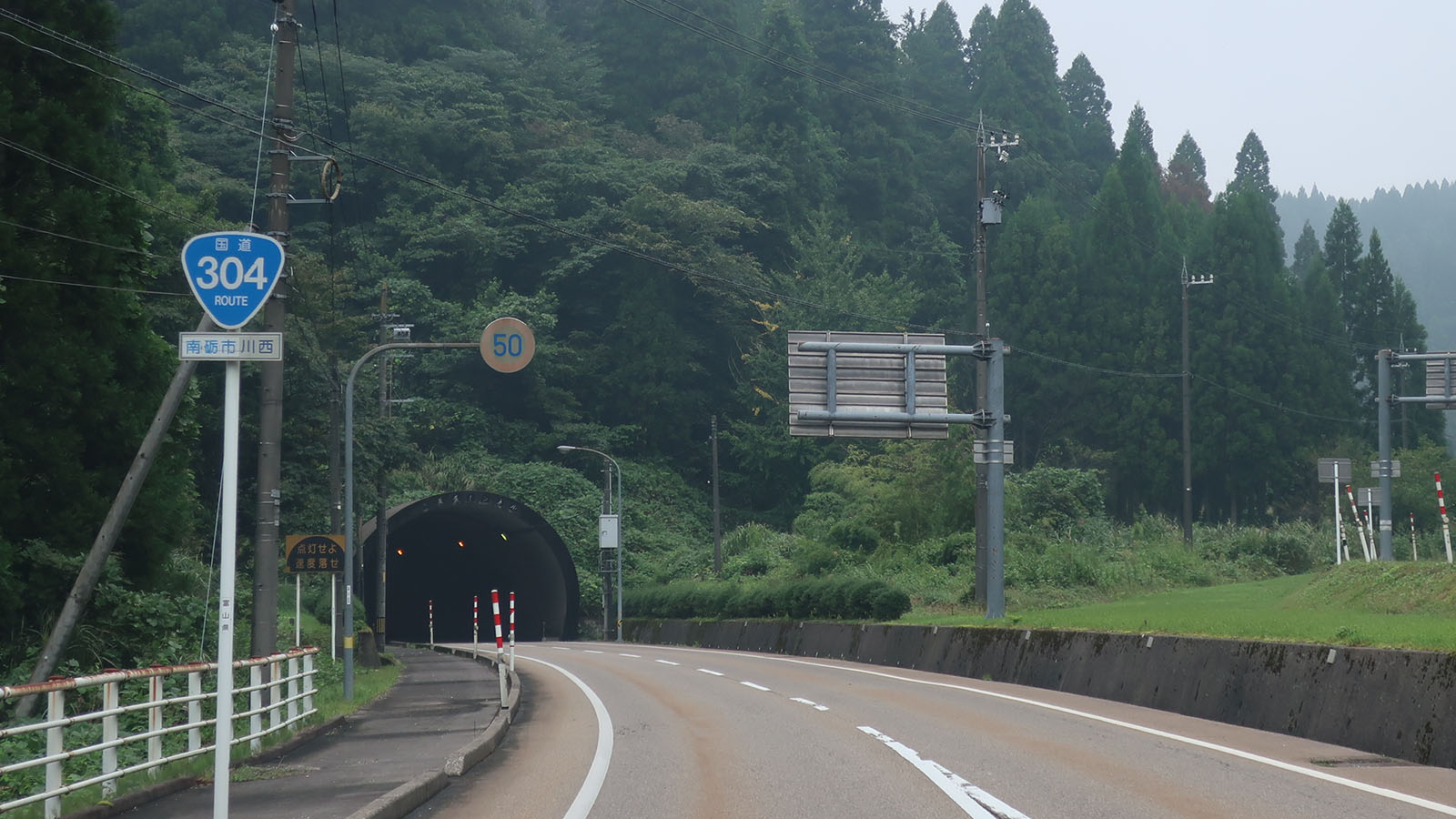
富山県南砺市川西
（2019年9月撮影）

本路線が走る五箇山地方は、標高1,000 m級の白山山系の山々に囲まれた平野部と隔絶された地にある。平地部は南砺市福光 - 城端間の僅かな区間のみで、ほとんどが山間部の谷間を走る道路である。

### 通過する自治体
- 石川県
  - 金沢市
- 富山県
  - 南砺市

### 交差する道路
| 交差する道路 | 都道府県名 | 市町村名 | 交差点名         |
| --- | ---------- | -------- | ---------------- |
| 国道157号・石川県道13号金沢停車場線                                                                                  | 石川県     | 金沢市   | 武蔵(起点)       |
| 国道359号 | 石川県     | 金沢市   | 橋場             |
| 石川県道159号金沢停車場北線                                                                                          | 石川県     | 金沢市   | 鳴和             |
| 石川県道210号清水小坂線                                                                                              | 石川県     | 金沢市   | 大樋町           |
| 石川県道123号東金沢停車場線                                                                                          | 石川県     | 金沢市   | 小坂町           |
| 石川県道215号森本津幡線                                                                                              | 石川県     | 金沢市   | 森本             |
| E8 北陸自動車道 金沢森本IC・国道159号（金沢外環状道路（山側幹線）（通称「山側環状」）・金沢東部環状道路）・国道359号 | 石川県     | 金沢市   | 金沢森本IC口     |
| 石川県道213号仮生堅田線                                                                                              | 石川県     | 金沢市   |                  |
| 国道359号 | 石川県     | 金沢市   | 宮野町           |
| 石川県道211号二俣古屋谷線                                                                                            | 石川県     | 金沢市   | 古屋谷町         |
| 富山県道274号砂子谷埴生線                                                                                            | 富山県     | 南砺市   |                  |
| 富山県道42号小矢部福光線                                                                                             | 富山県     | 南砺市   |                  |
| 富山県道355号才川七法林寺線                                                                                          | 富山県     | 南砺市   |                  |
| 富山県道27号金沢井波線                                                                                               | 富山県     | 南砺市   |                  |
| 富山県道48号福光福岡線                                                                                               | 富山県     | 南砺市   |                  |
| 富山県道10号金沢湯涌福光線                                                                                           | 富山県     | 南砺市   | 東町             |
| 富山県道27号金沢井波線・富山県道290号福光停車場線                                                                    | 富山県     | 南砺市   | 福光駅前         |
| 富山県道293号長楽寺福光線                                                                                            | 富山県     | 南砺市   |                  |
| 富山県道289号臼中福光線                                                                                              | 富山県     | 南砺市   |                  |
| 富山県道289号臼中福光線                                                                                              | 富山県     | 南砺市   |                  |
| E41 東海北陸自動車道                                                                                                 | 富山県     | 南砺市   | 福光IC           |
| 富山県道277号福野城端線・富山県道292号城端嫁兼線                                                                     | 富山県     | 南砺市   | 細木             |
| 富山県道21号井波城端線                                                                                               | 富山県     | 南砺市   |                  |
| 富山県道284号井波井口城端線                                                                                          | 富山県     | 南砺市   |                  |
| 富山県道291号才川七城端線・富山県道356号林道温泉線                                                                   | 富山県     | 南砺市   | 城端中学前       |
| 国道156号 | 富山県     | 南砺市   | 南砺市下梨(終点) |